# Jack Russell Terrier
Jack Russell Terrier er en jagthund af gruppen af gravsøgende hunde. Racen er en brugshunderace af typen terrier oprindeligt avlet af pastor John "Jack" Russell i Devonshire i England i midten og slutningen af 1800-tallet. Ud over sit kirkelige kald havde han passion for rævejagt og for opdræt af hunde, der kunne bruges i rævegrave. Hans første terrier, Trump, købt af en mælkemand i Oxford, siges at være grundlaget for John Russels opdræt af terriere.
Den originale foxterrier var af samme slags, som dem John Russell avlede, men da den blev anerkendt af AKC og blev populær til hundeudstillinger, gled foxterrierens jagtegenskaber langsomt i baggrunden for eksteriørhensyn. Pastor Russell fortsatte avlsarbejdet med sin egen stamme af foxterrierer til jagt på ræve, ikke til udstillingsbrug. Russells tidlige foxterrierer, der senere blev kendt som Jack Russell, var loyale, intelligente, velformede (lige ben, velbalancerede og med lille bryst) jagtglade brugsterriere, der ikke var præget af udstillingshensyn og AKC-avl.
Alt ved en Jack Russell er rettet mod rævejagt: Farverne, formen, karakteren og dens intelligens. Pelsen skal være glat, ruhåret eller "broken". Skuldrene skal være rene og brystet ikke for bredt. Denne form tillader terrieren at forfølge sit bytte ned i smalle jordgange. På alle måder er ræven en god model for Jack Russell: Der, hvor ræven kan komme, skal terrieren også kunne komme. Jack Russell er loyale og avlet med henblik på intelligens. De er hengivne og beundrende følgesvende, men det bør huskes, at de er brugshunde avlet til at samarbejde med sin menneskelige partner. De er aktive og elsker udendørs aktiviteter. En lang gåtur eller løb er alt, hvad der skal til for at få dem til at blive velopdragne og kærlige medlemmer af familien.
Som der er forskellige terrieropgaver, er der forskellige terriere og forskellige størrelser. De kan have korte eller lange ben, være glat- og ruhårede.
De enkelte Jack Russell Terrier-klubber kan have varierende avlsstandarder, særligt hvad angår benlængden. Der lægges også forskellig vægt på jagtegenskaber i forhold til eksteriørhensyn.
Jack Russell skal være modige og venlige uden aggressioner eller nervøsitet og have et stabilt temperament i samvær med andre hunde og dyr. Enhver Jack Russell, der arbejder i en flokjagt på et bytte, skal være følsom og social, for den forventes at blande sig ubesværet med andre hunde, heste og jægere.